# Andy Furci
Andreuccio "Andy" Furci (Brooklyn, New York, 12 december 1916 - Suffolk, Verenigd Koninkrijk, 9 juli 1998) was een Amerikaans autocoureur. In 1957 schreef hij zich eenmaal in voor de Indianapolis 500 van dat jaar, maar hij kwalificeerde zich niet.
Tot de jaren 70 van de vorige eeuw bleef Furci actief in de autosport en samen met zijn broers heeft hij ook een aantal Italiaanse restaurants.